# Vision d'Ailsi

La vision d’Ailsi est un texte qui écrit par Peter of Cornwall (en) dans le livre Liber Revelationum. Il s'agit d'une vaste collection de visions relatives à l'autre monde, compilées entre les années 1200 et 1206. 
Le travail comprend plusieurs histoires personnelles qui fournissent beaucoup de preuves sur la vie et la carrière de Peter, y compris les Visions d'Ailsi, le grand-père de Peter. Cette vision donne un reflet particulier des visions que pouvaient avoir les gens de cette époque. Il est notable de pouvoir discerner la compréhension de l’au-delà à cette époque. Cet article sur la vision d’Ailsi se concentrera tout d’abord avec la biographie de Peter de Cornwall. De plus, le tout accompagné d’un résumé assez simple de la vision d’Ailsi. Des informations sur le traducteur de la vision et enfin le contexte historique de la vision.

## Peter de Cornwall
Les informations sur sa vie sont relativement difficiles a cerné et elles sont davantage dans son livre, car il n’y aurait pas d’autres façons de pouvoir en apprendre plus qu’en ayant lu son livre. Peter est né en 1140 à Cornwall où à Launceston. Il devient chanoine augustinien à Londres trente ans plus tard et passe le reste de sa vie à Holy Trinity, Aldgate (mai 1197). Liber Revelationum n'est pas son premier livre. Son premier travail est inspiré par un synode à Londres où il a entendu l'évêque de Londres, Gilbert Foliot, prêcher. Il s'agit du Pantheologus, une collection de matériel biblique assemblé comme un livre de sources pour les prédicateurs, qu'il a finalement achevé en 1189. 
Par conséquent, de cette première ébauche, il écrit les séries de vision dans son livre Liber Revelationum. Il s'agit d'une vaste collection de visions relatives au monde à venir, compilées entre les années 1200 et 1206. Le travail comprend plusieurs histoires personnelles qui témoignent de la vie et de la carrière de Peter, y compris la Visions d'Ailsi, qui est le grand-père de Peter. Il comprend également deux importantes visions de l'autre monde concernant le Purgatoire de saint Patrick et un autre travail directement lié à la vie de Peter. Peter de Cornwall est mort le 7 juillet 1221, soit à l’âge de 81 ans. Il a été enterré dans la chapelle de la Sainte Vierge au Prieuré de la Sainte-Trinité à Aldgate. 

## Traduction
Le livre n’aurait pas pu être lisible sans les traducteurs de cet ouvrage. Ceux-ci en plus de traduire, donnent une vision ainsi qu’une compréhension plus approfondis du discours de Peter sur la vision de Ailsi. Le volume de Robert Easting et Richard Sharpe, Peter of Cornwall's Book of Revelations, propose un examen d'une collection d'histoires peu connues rassemblées autour de l'an 1200 par le chanoine augustinien Peter de Cornwall. La majorité des récits sont copiés de la vie des saints, des chroniques et des écrits des pères de l'Église, mais un plus petit nombre est composé d'histoires que celui-ci a entendues. 

## Résumé
Dans son livre Liber Revelationum, Peter de Cornwall fait l’étalage de plusieurs visions dont celle d'Ailsi. Celle-ci représente une vision qu’a eue son grand-père. Ailsi est le grand-père de Peter, qui a vécu une série de visions, culminant dans une vision de l'autre monde, qu'il a connu après la mort de son fils, Pagan. Il est mentionné à plusieurs occasions que Pagan représente comme une sorte de guide pour son père. Il le conduit à travers une vision nocturne de l'autre monde. Cette vision semble fortement influencée par les visions de Fursy de Péronne et Drythelm (en), ainsi que par le Purgatoire de saint Patrick.»  Cette influence peut être le résultat de la connaissance de Peter de ces œuvres plutôt que la description que Peter a reçue de son grand-père. Dans sa vision, Ailsi est pris d'abord au purgatoire et il descend dans une vallée sombre, où il cherche un pont pour lui permettre de traverser une rivière. Cependant il ne parvient pas à trouver le pont et survole alors la rivière sur le dos de son fils Pagan. Traversant la rivière de feu et de glace, les âmes sont alors punies d'une immersion progressive. Ces âmes ne sont pas dans une rivière, mais dans des fosses de métaux en ébullition dans une maison de supplice comme celle qu'Ailsi visitera plus tard. Cette maison fait partie du purgatoire et s'appelle le balnearium. Elle est décrite par Easting et Sharpe comme une maison pleine de tourments. Pagan et Aisli visitent ensuite la vallée de l'enfer où les âmes se lèvent et tombent en flammes. Aisli visite également le paradis terrestre, un vaste champ où les âmes attendent patiemment l'entrée au paradis. Il y a aussi un temple au milieu du champ, celui-ci laisse le libre passage des âmes joyeuses. L'âme de l’enfant d’Ailsi exhorte son père à retourner dans le monde des vivants et à vivre sa vie. À la fin de la vision, Aisli demande à rester avec Pagan, mais il est averti de revenir et la vision s’estompe immédiatement.
Comme le mentionne Eileen Gardinier : « le visionnaire est averti par un guide de revenir au monde et révéler ce qu'il a vu.», ce qui est très commun.